# Therese Krones
Therese Krones (née le 7 octobre 1801 à Freudenthal en Silésie autrichienne et morte le 28 décembre 1830 à Vienne) est une actrice autrichienne.

## Biographie
Therese Krones est la fille de l'acteur Franz Josef Krones (1766–1839) et son épouse Anna Theresia Walter (née en 1770). L'acteur Josef Krones est son frère.
À l'âge de cinq ans, Krones et son frère sont sur scène avec leur père. Elle joue sur des scènes à Pressburg, Laibach, Agram, Graz et Ödenburg. Elle est découverte par Ferdinand Raimund à Ödenburg.
En 1821, elle a un engagement au Théâtre de Leopoldstadt. Elle fait ses débuts avec la pièce Das lustige Trauerspiel Evakathel und Prinz Schnudi oder die Belagerung von Ypsilon de Philipp Hafner. Les années suivantes, elle joue aux côtés de Ferdinand Raimund, Friedrich Josef Korntheuer et Ignaz Schuster dans des œuvres de l'Alt-Wiener Volkstheater.
Krones se fait connaître en 1824 en tant que Rosamunde dans la comédie Lindane oder die Fee der Haarbeutelschneider oder der Pantoffelmacher im Feenreich d'Adolf Bäuerle puis en 1826 dans celui de la Jeunesse dans Das Mädchen aus der Feenwelt oder Der Bauer als Millionär de Ferdinand Raimund.
La carrière et l'ascnesion sociale de Krones sont caractérisées par une vie très somptueuse. Cela prend soudainement fin lorsque le noble polonais Severin von Jaroszynski, l'amant de Thérèse Krones, est arrêté pour meurtre le 16 février 1827 et exécuté le 30 août 1827.
Therese Krones disparaît de Vienne et veut se retirer dans un couvent. Ferdinand Raimund réussit à la ramener au théâtre après plusieurs mois de demande. Le 6 septembre 1827, elle est de nouveau admirée dans le rôle-titre de Julerl, die Putzmacherin.
Elle écrit trois pièces : Sylphide, das See-Fräulein (1828), Der Branntweinbrenner und der Nebelgeist (1829), Kleopatra (1830).
En 1830, elle quitte le théâtre de Leopoldstadt avec Ferdinand Raimund et passe au Theater an der Wien.
Le 28 décembre 1830, Therese Krones meurt à l'âge de 29 ans à Vienne après une courte maladie grave. Elle est enterrée au cimetière Sankt Marx de Vienne, où elle est de nouveau exhumée au XXe siècle et enterrée dans une tombe d'honneur de la ville de Vienne au cimetière central de Vienne (groupe 32 A, numéro 45 A). Un petit cénotaphe au cimetière Sankt Marx commémore le lieu de sépulture d'origine.
En 1930, une Kronesgasse à Vienne-Döbling porte son nom. Le 1er avril 2003, un espace vert public est baptisé Therese-Krones-Park près de la Nestroyplatz.

## Source de la traduction
- (de) Cet article est partiellement ou en totalité issu de l’article de Wikipédia en allemand intitulé « Therese Krones » (voir la liste des auteurs).